# Oxira claudia
Oxira claudia là một loài bướm đêm trong họ Noctuidae.